# 루카 마르티넬리
루카 마르티넬리(이탈리아어: Luca Martinelli, 1988년 12월 20일, 이탈리아 밀라노 ~ )는 US 카탄차로 1929에서 수비수로 뛰는 이탈리아의 축구 선수이다.